# Шандор Пошта
Шандор Пошта (угор. Pósta Sándor, нар. 25 вересня 1888, Пешт, Австро-Угорщина — 4 листопада 1952, Будапешт, Угорщина) — угорський фехтувальник на шаблях та рапірах, олімпійський чемпіон, срібний та бронзовий призер Олімпійських ігор 1924 року.

## Виступи на Олімпіадах
| Олімпіада  | Дисципліна          | Місце |
| ---------- | ------------------- | ----- |
| Париж 1924 | індивідуальна шабля | 1     |
| Париж 1924 | командна шабля      | 2     |
| Париж 1924 | командна рапіра     | 3     |